# Tlacoachistlahuaca
Tlacoachistlahuaca, en amuzgo: Sei'chue (del náhuatl: tlacuatzin, ixtlahuaca ‘tlacuache, llanura’‘ Literalmente: tlacuaches en la llanura o tlacuaches en la loma’)) es una población mexicana del estado de Guerrero. Se encuentra ubicada al sur-oriente de la entidad, en la región geoeconómica de la Costa Chica. Es cabecera del municipio homónimo, se encuentra a 316 km de la capital del estado Chilpancingo de los Bravo y se encuentra a una altitud de 410 msnm.

## Toponimia
El nombre de esta localidad se deriva de la palabra náhuatl Tlacoachixtlahuaca. Proviene de los vocablos tlacoáchitl o tlacuatzin (tlacuache) y de ixtlahuaca (llanura, valle), lo que puede traducirse como llanura de los tlacuaches.

## Historia
De Tlacoahistlahuaca se tienen referencias a partir de la conquista española, donde se sugiere que Hernando de Ávila fue probablemente el encomendero de la población ya que a él le fue encargado dicho ejercicio en la región amuzga, también se tiene el dato que la evangelización de la región estuvo a cargo de los monjes augustinos.
Luego de establecerse la primera organización territorial de la Nueva España, la población quedó integrada en la Jurisdicción de Igualapa y en la provincia de Xalapa (denominada antes de la conquista como Ayacaxtla). Posteriormente, hubo un despoblamiento masivo debido a las epidemias traídas por los españoles y a los malos tratos de los encomenderos lo que dio como resultado a una migración de grupos indígenas durante gran parte del Virreinato de Nueva España. Al reformarse durante el siglo XVIII en la Nueva España a una nueva división política y territorial, Tlacoachistlahuaca pasó a depender del partido de Ometepec en la intendencia de Puebla.
Tras el paso de la guerra de independencia de México, su consumación y la creación de la Capitanía General del Sur por Agustín de Iturbide, la población formó parte de ella. Más tarde con la instauración de la República federal en 1824, Tlacoachistlahuaca quedó integrado como una localidad del municipio de Ometepec en el distrito de Tlapa perteneciente al estado de Puebla. Al erigirse el estado de Guerrero el 27 de octubre de 1849, siguió perteneciendo al municipio de Ometepec pero ahora formando parte en el distrito de Allende. Fue hasta el 11 de mayo de 1872 que mediante el decreto No. 22, Tlacoachistlahuaca se constituyó como la cabecera del municipio de mismo nombre. Cabe destacar, que acontecimientos como la guerra de Independencia, la instauración de la república federal o la reforma no fueron de gran trascendencia en la justicia social del pueblo y la región puesto que los hacendados siguieron teniendo gran dominio sobre las tierras durante el siglo XIX.

## Demografía
Con base a los datos que presentó el Conteo de Población y Vivienda llevado a cabo por el Instituto Nacional de Estadística y Geografía en el año 2010, la población de Tlacoahistlahuaca tenía hasta ese año una población total de 4 359 habitantes, dividiéndose ésta cifra por sexo, 2 094 eran hombres y 2 265 eran mujeres.
| Gráfica de evolución demográfica de Tlacoachistlahuaca entre 1900 y 2020 |
|                                                                          |
| Fuente: Inegi.                                                           |

## Personajes destacados
- Amado González Dávila, autor de la geografía del estado de Guerrero.
- Juan del Carmen (1790-1817), insurgente de la guerra de Independencia de México.[6]

- Vicente O. Salmerón, revolucionario.
- Modesto Lopez, revolucionario.